# Buick Modell B-55
Der Buick Modell B-55 war ein fünfsitziger Personenkraftwagen, der nur im Modelljahr 1914 von  Buick in den USA als Spitzenmodell und erster Sechszylinder der Marke gefertigt wurde. Im Folgejahr ersetzten ihn die Modelle C-54 und C-55, wobei Ersterer ein Roadster war. Diese Typen wurden im Folgejahr als Modelle D-54 und D-55 weitergebaut.

## Von Jahr zu Jahr

### Modell B-55 (1914)
Das neue Modell B-55 hatte einen Sechszylinder-Reihenmotor, der bei einem Hubraum von 5.424 cm³ eine Leistung von 48 bhp (35 kW) abgab. Der Radstand der mit einem Kardanantrieb, Frontmotor und Hinterradantrieb versehenen Tourenwagen betrug 3.302 mm. Die Wagen besaßen Stirnradgetriebe mit 3 Vorwärtsgängen. Sie wurden serienmäßig mit grünen Karosserien und elfenbeinfarbigen Holzspeichenrädern ausgeliefert. Stilistisch ähnelten sie den kleineren Modellen B-24 und B-25.
Das Modell B-55 entstand 2.045 mal. 

### Modelle C-54, C-55, D-54 und D-55 (1915–1916)
Nachfolger des B-55 war das Modell C-55, dessen Karosserie rundlicher gestaltet war und anstatt fünf nun sieben Passagieren Platz bot. An der Hinterachse hatte der Wagen nun Cantileverfederung und die Motorleistung stieg auf 55 bhp (40 kW). Zur Seite gestellt wurde dem Tourenwagen ein 2-türiger Roadster mit zwei Sitzplätzen, der C-54.
Im Folgejahr wurden die Modelle ohne Veränderungen als D-54 und D-55 weitergebaut und dann eingestellt.
Der Roadster des Modells C-54 / D-54 entstand 1.546 mal, während die Tourenwagenmodelle C-55 / D-55 in 13.315 Exemplaren hergestellt wurden.

## Quelle
- Kimes, Beverly R. & Clark, Henry A. jun.: Standard Catalog of American Cars 1805–1942. Krause Publications, Iola 1985, ISBN 0-87341-045-9

Im Zeitraum von 1942 bis 1946 gab es aufgrund des Zweiten Weltkrieges nur eine eingeschränkte zivile Fahrzeugproduktion.